# クレスマニア (小惑星)
クレスマニア (800 Kressmannia) は小惑星帯の小惑星である。S型小惑星に分類され、フローラ族の軌道を回っている。
ドイツの天文学者マックス・ヴォルフがハイデルベルクのケーニッヒシュトゥール天文台で発見した。ケーニッヒシュトゥール天文台の建設に尽力した A. クレスマンにちなんで命名された。